# Felicitas und ihre Söhne

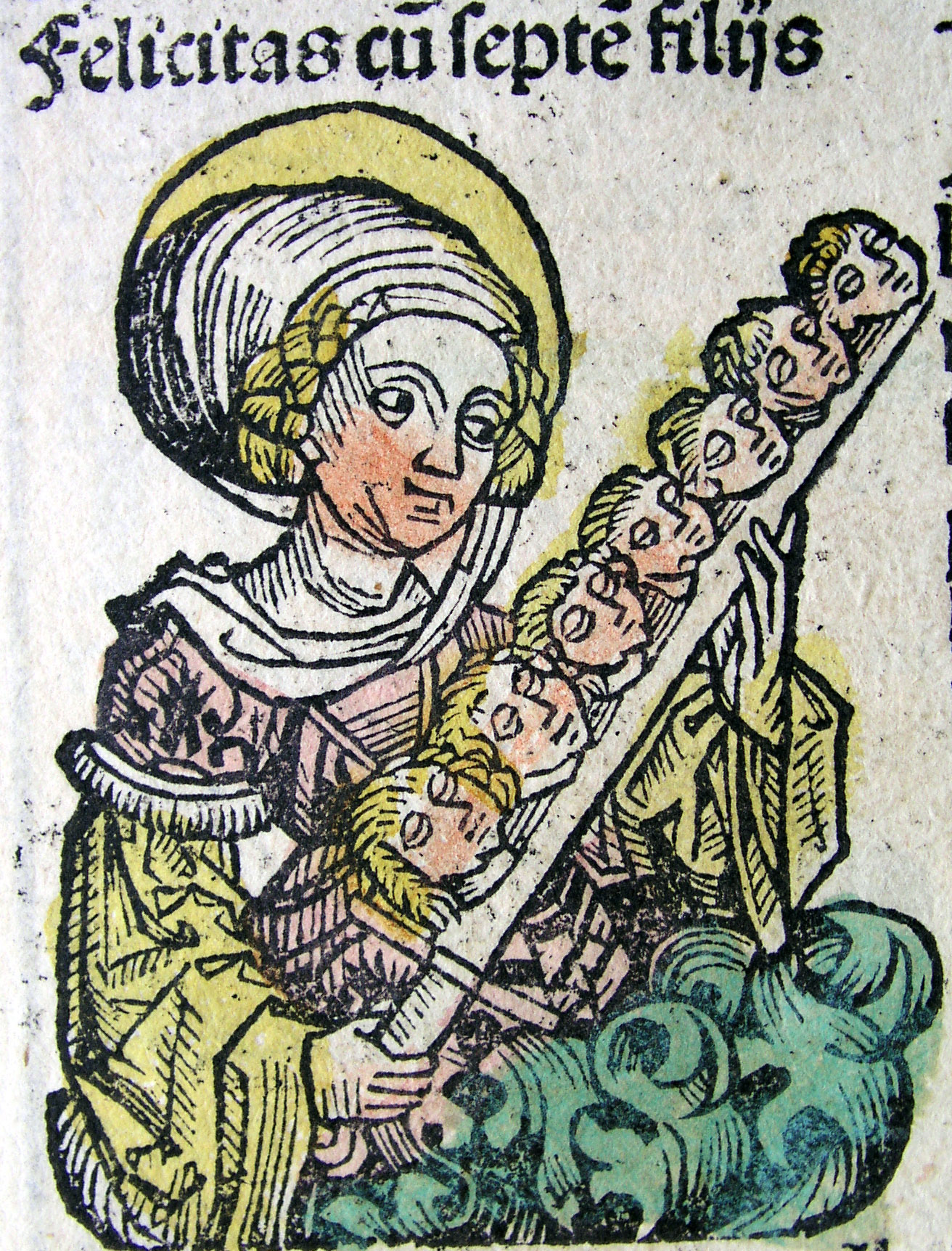
Felicitas mit den Häuptern ihrer Söhne (Darstellung von Hartmann Schedel in der Nürnberger Chronik von 1493)

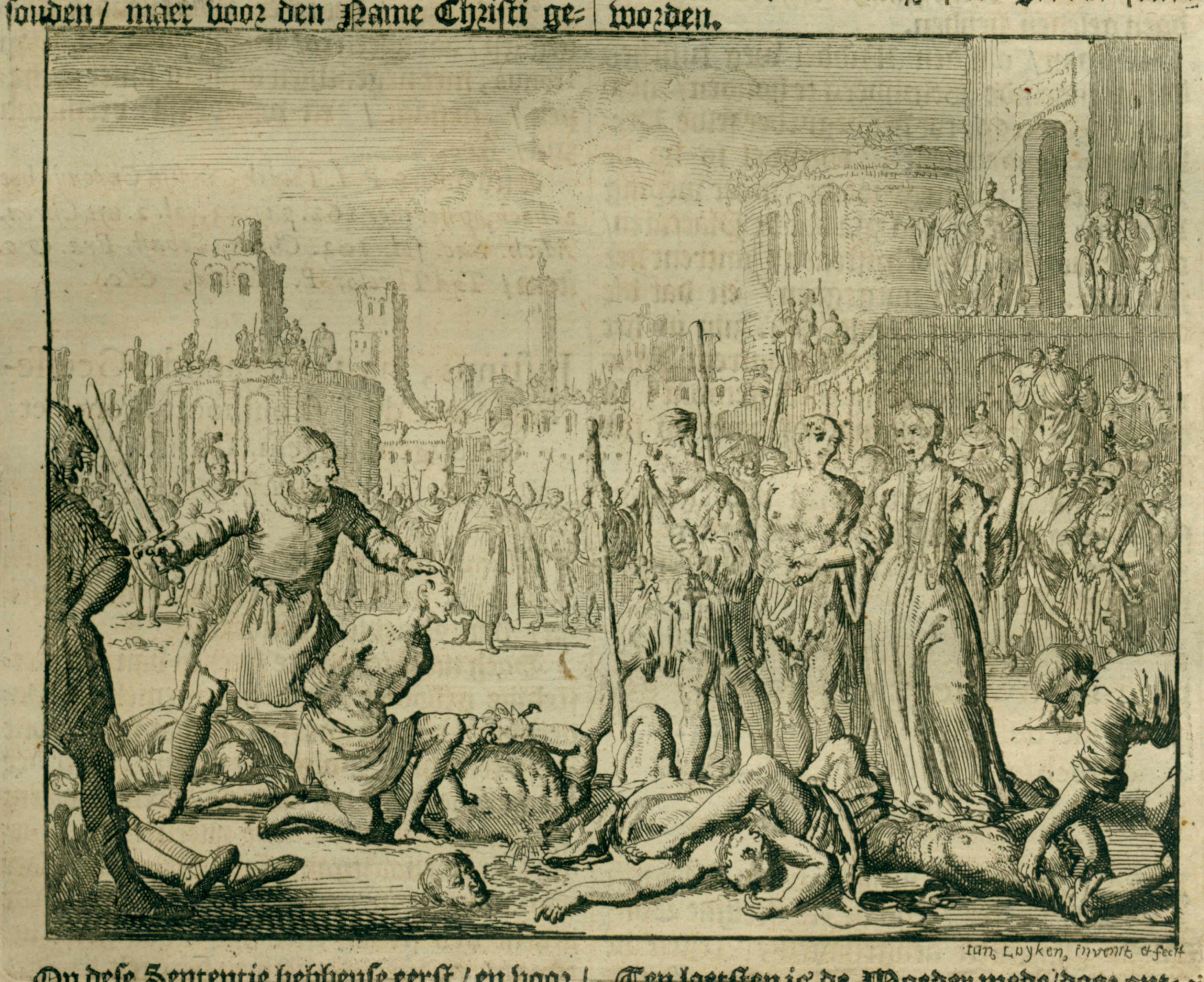
Felicitas und ihre Söhne werden enthauptet. (Stich von Jan Luyken, 17. Jahrhundert)

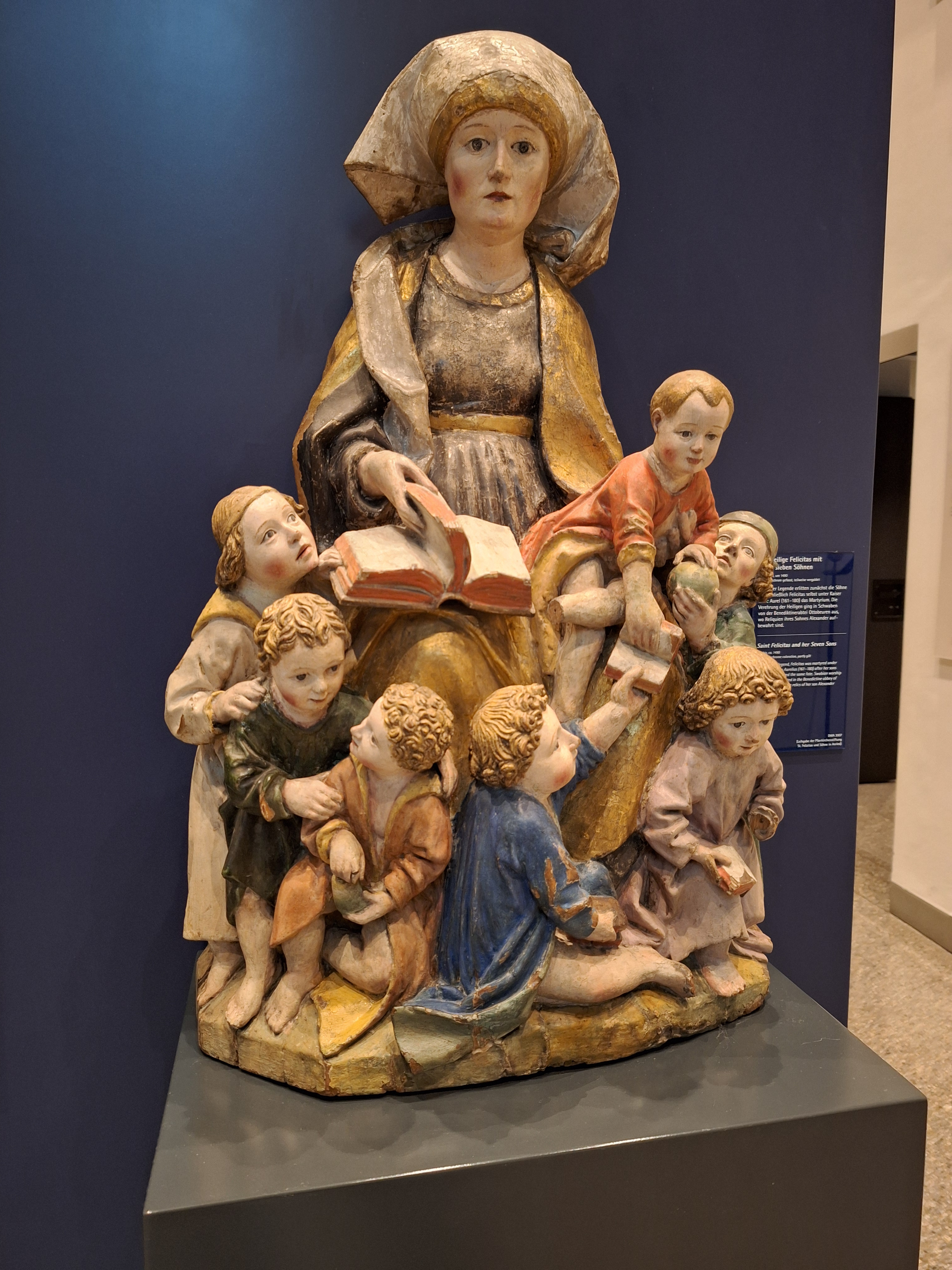
Felicitas und ihre Söhne, Diözesanmuseum St. Afra, Augsburg

Felicitas und ihre Söhne (* 2. Jahrhundert in Rom; † um 166 in Rom) sind frühchristliche Märtyrer.
Felicitas (auch Felizitas) lebte in Rom und wurde Opfer der Christenverfolgung unter den gemeinsam regierenden Kaisern Mark Aurel und Lucius Verus. Sie wurde der Überlieferung zufolge zusammen mit ihren sieben Söhnen durch Enthauptung hingerichtet, als sie sich weigerte, ihrem Glauben abzuschwören.
Die Überlieferung nennt als Namen ihrer Söhne: Alexander, Felix, Januarius, Martialis, Philippus, Silvanus (Silanus), Vitalis. Diese Namen sind historisch umstritten. Als Vorbild der Felicitas-Legende diente möglicherweise auch die alttestamentliche Geschichte der makkabäischen Brüder (2. Makk. 6, 7).
Der Name Felicitas ist lateinisch und bedeutet Glück oder Glückseligkeit.
Felicitas ist in der katholischen Kirche Patronin der Frauen und Mütter und der Fruchtbarkeit.
In der Kunst wird Felicitas mit den Attributen Schwert und Märtyrerpalme dargestellt, mit ihren Söhnen, die sie umgeben oder deren Häupter sie trägt. Bestattet ist Felicitas in der Maximus-Katakombe an der Via Salaria.
Felicitas ist Schutzpatronin von Vreden, wohin im 9. Jahrhundert zur Gründung des Frauenstifts Reliquien von Felicitas überführt wurden. Ein wertvolles Armreliquiar aus dem Schatz der Stiftskirche befindet sich in der Domkammer Münster.
Weitere Reliquien befinden sich in der ihr geweihten Kirche Santa Felicità in Affile in der Nähe von Rom sowie im ihr geweihten Kloster der Abtei Münsterschwarzach bei Würzburg.
Der Gedenktag der hl. Felicitas ist
- in der katholischen Kirche:
  - 23. November
  - 10. Juli (Siebenbrüdertag)
- in der orthodoxen Kirche: 25. Januar